# Кеутоним
Кеутоним (грч. Κευθωνυμος) је у грчкој митологији био демон.

## Етимологија
Његово име има значење „скривено име“. Заправо, оно је изведено од речи keuthos коју је користио Хомер у „Илијади“ како би описао да Хадово царство „лежи у дубинама Земље“ и Хесиод у теогонији за подземне пећине Ехидне. Тако да ово име можда има и значење „онај који је назван по дубинама (Подземљу)“.

## Митологија
Био је мистериозни демон подземног света. Његови родитељи нигде нису били наведени, а према Аполодору, његов син је био Менет. Ово је можда иста личност као и титан Јапет.